# Осойчани (реканци)
Осойчани (на македонска литературна норма: Осојчани) са жителите на реканското мияшко село Осой, Северна Македония. Това е списък на най-известните от тях.

## Родени в Осой
А — Б — В — Г — Д —
Е — Ж — З — И — Й —
К — Л — М — Н — О —
П — Р — С — Т — У —
Ф — Х — Ц — Ч — Ш —
Щ — Ю — Я

### А
- Аврам Дичов (1780-те – XIX век), български резбар
- Алекси Мирчев (1835 – 1906), български строител и резбар
- Анастас Спасов (1856 – 1936), български зограф, македоно-одрински опълченец

### В
- Васил Аврамов (1812 — 1903), български строител и резбар от големия осойски род Филипови
- Вело Ташовски (1949 – 2009), художник от Република Македония

### Г
- Гешко Стаматоски (1876 – 1908), български революционер

### Е
- Евстатий Попдимитров (1857 – 1915), български иконописец
- Евтим Иванов, зограф, изписал църквата „Свети Никола“ в Търкане[1]

### И
- Иван Смилев (Смилов) Мойсов (1888 - ?), български строител,[2] пръв председател на Галичко–Реканското благотворително братство в 1915 година[3]
- Исая Джиков, български зограф и резбар от XIX век

### Л
- Лазар Алексиев, резбар, македоно-одрински опълченец[4]

### М
- Мирче Деспотов (1802 – 1883), български строител и резбар

### Н
- Нестор Алексиев (1873 – 1969), български резбар

### С
- Софроний Спасов (1876 – 1908), български революционер
- Спас Гинов (1824 - 1870), български резбар, най-старият представител на рода Гиновци, баща на Анастас Спасов[5]
- Спиро Смилев, български строител[6]

### Ф
- Филип Аврамов (1814 — 1900), български строител и резбар от големия осойски род Филипови

## Македоно-одрински опълченци от Осой
- Алекси Рафев (Рафов, Рафаилов), 27 (28)-годишен, бозаджия (халваджия), І клас, 2 рота на 1 дебърска дружина[7]
- Божин Мойсов, 22-годишен, жител на София, студент, рисувално училище, 2 рота на 1 дебърска дружина[8]
- Вельо Манев, 4 рота на 1 дебърска дружина[9]
- Деспот (Деспо) Костов, 22-годишен, бозаджия, ІІ отделение, 2 рота на 1 дебърска дружина[10]
- Димитър Филипов, 25-годишен, шивач, ІІІ клас, 2 рота на 1 дебърска дружина[11]
- Иван Ноев, 2 рота на 1 дебърска дружина[12]
- Исак Ангелов, 27-годишен, майстор, ІV отделение, 2 рота на 1 дебърска дружина[13]
- Йордан Танев, 24-годишен, сладкар, І клас, 2 рота на 1 дебърска дружина[14]
- Йордан Ташев (Ташов), 23-годишен, бакалин, ІV отделение, 2 рота на 1 дебърска дружина[15]
- Коста Филипов, 20-годишен, майстор скулптор, ІІ клас, нестроева рота на 1 дебърска дружина[16]
- Кузман (Кузе) Иванов, 35-годишен, търговец бозаджия, основно образование, 2 рота на 1 дебърска дружина, кръст „За храброст“[17]
- Лазар Блажев, 42-годишен, бозаджия, ІІ клас, 1 дебърска дружина[18]
- Лазар Фиданов, 20-годишен, бозаджия, основно образование, 4 рота на 1 дебърска дружина, кръст „За храброст“ ІV степе[19]
- Мире Галев, 35-годишен, бозаджия, ІV отделение, 2 рота на 1 дебърска дружина[20]
- Мирчо (Мире, Мирче) Гаврилов, 35-годишен, 3 рота на 3 солунска дружина, 2 рота на 1 дебърска дружина[21]
- Момчо (Момче) Русев (Росев), 20-годишен, баничар (халваджия), ІV отделение, 1 рота на 3 солунска дружина, 2 рота на 1 дебърска дружина, кръст „За храброст“ ІV степен[22]
- Негро (Негри) Ангелов, 32 (35)-годишен, майстор-предприемач, І клас, 2 рота на 1 дебърска дружина, Продоволствен транспорт на МОО[23]
- Никола Филипов, 1 рота на 5 одринска дружина[16]
- Павле Стаматов, 36-годишен, бозаджия, ІV отделение, 2 рота на 1 дебърска дружина[24]
- Петър И. Филипов, Лазарет на МОО[16]
- Русе Кръстев, 22 (27)-годишен, бозаджия, ІV отделение, 2 рота на 1 дебърска дружина, ранен на 5 юли 1913 г.[25]
- Русе Кузманов, 48-годишен, бозаджия, І отделение, 2 рота на 1 дебърска дружина[26]
- Русе Михайлов, 26-годишен, халваджия, І клас, 2 рота на 1 дебърска дружина[27]
- Стойчо Киров, 35-годишен, бозаджия, основно образование, 2 рота на 1 дебърска дружина[28]
- Теофил Ташев (Ташов), 37-годишен, бозаджия (сладкар), І клас, 1 рота на 3 солунска дружина, 2 рота на 1 дебърска дружина, ранен на 18 юни 1913 г.[15]
- Фидан Гаврилов, 35-годишен, бозаджия, грамотен, 2 рота на 1 дебърска дружина[21]
- Филип Иванов, 36-годишен, бозаджия, І отделение, 2 рота на 1 дебърска дружина[29]
- Филип Иванов Филипов, 38-годишен, резбар, основно образование, нестроева рота на 1 дебърска дружина[30]
- Христо Рафаилов, 19 (20)-годишен, бозаджия, основно образование, 2 рота на 1 дебърска дружина[7]
- Христо Теофилов Дуков, 36-годишен, халваджия, ІV отделение, 2 рота на 1 дебърска дружина[31]
- Яко (Яков) Анастасов (Атанасов), 19-годишен, бозаджия, І клас, 2 рота на 1 дебърска дружина[32]